# Antonio Malaver
Antonio E. Malaver (Buenos Aires, 10 de abril de 1835 † íd., 1 de febrero de 1897) fue un político y jurisconsulto argentino.
Ministro de Gobierno de la Provincia de Buenos Aires, bajo el mandato del Gobernador Emilio Castro, autoriza la construcción el 28 de octubre de 1870 de la Iglesia del Salvador en Callao y Tucumán. En 1871 autorizó la instalación del Cementerio del Oeste, más tarde conocido como de la Chacarita, en el marco de la epidemia de fiebre amarilla. 
Durante el decanato del Dr. Amancio Alcorta al frente de la Facultad de Derecho de la Universidad de Buenos Aires, fue nombrado uno de sus académicos titulares. Ejerció el cargo de procurador general de la Nación entre 1890 y 1892

## Libros
En su honor, han sido nombrados:
- Un barrio y estación de tren del ex Ferrocarril Bartolomé Mitre en Villa Ballester, General San Martín, al norte del Gran Buenos Aires.
- Una plaza en Villa Ortúzar, ciudad de Buenos Aires.
- Una calle en el partido de Vicente López, al norte del Gran Buenos Aires. Es una de las laterales a la Quinta Presidencial de Olivos.
- Una calle en la localidad de Haedo, Partido de Morón.